# Grand Prix de Voleibol de 2017
El Grand Prix de Voleibol de 2017 fue la edición XXV de este torneo anual de selecciones nacionales de voleibol femenino organizado por la Federación Internacional de Voleibol (FIVB), se llevó a cabo desde el 7 de julio hasta el 6 de agosto de 2017 con la ronda final de los grupos 1, 2 y 3 en las sedes de China, República Checa y Australia respectivamente.
A partir de esta edición el Grand Prix contó con la participación de 32 equipos luego que la FIVB decidiera sumar 4 equipos a los 28 que intervinieron en el Grand Prix de 2016. Este torneo ha ido aumentado la cantidad de equipos participantes desde su primera edición en 1993 a la que asistieron 8 equipos, en la siguiente edición (1994) los equipos se incrementaron a 12, pero desde 1995 al 2002 volvieron a ser 8 hasta que en el año 2003 nuevamente subieron a 12 número que se mantuvo hasta el torneo de 2010. En las ediciones de 2011 y 2012 participaron 16 equipos mientras que en 2013 hubo un nuevo incremento a 20 equipos, finalmente, desde el 2014 hasta la edición anterior de 2016 fueron 28 los equipos participantes.

## Sedes
Como consecuencia del incremento de equipos la cantidad de ciudades sedes también se vieron incrementadas pasando de las 20 ciudades en la edición anterior a las 25 que participarán en el presente torneo.
Los países que albergarán las diferentes series del Grand Prix de 2017 se conocieron el 14 de septiembre de 2016 una vez concluido el sorteo de los grupos. Con respecto a los países sedes de las rondas finales, hasta el momento del sorteo, China y Australia permanecían como únicos candidatos para acoger la ronda final del grupo 1 y 3 respectivamente, mientras que Alemania, Polonia y República Checa competían por albergar la ronda final del grupo 2. Finalmente el 16 de noviembre de 2016 República Checa fue confirmada como sede de las finales del grupo 2, con tres ciudades Brno, Liberec y Ostrava luchando por organizar el evento, siendo Ostrava la ciudad elegida posteriormente.
La fecha límite para que las asociaciones miembro interesadas en organizar las finales de los grupos presenten sus candidaturas fue fijada para el 15 de agosto de 2016.
Tras el ingreso de Venezuela en reemplazo de Azerbaiyán la sede de la serie C3, que inicialmente fue asignada a Azerbaiyán, pasó al país sudamericano.
Las ciudades escogidas por cada país se fueron conociendo paulatinamente.
| Sedes Grupo 1                      | Sedes Grupo 2                               | Sedes Grupo 3                               |
| Semana 1                           | Semana 1                                    | Semana 1                                    |
| ---------------------------------- | ------------------------------------------- | ------------------------------------------- |
| Serie A1: Ankara, Turquía.         | Serie A2: Ruse, Bulgaria.                   | Serie A3: Aguascalientes, México.           |
| Serie B1: Kunshan, China.          | Serie B2: Neuquén, Argentina.               | Serie B3: Yaundé, Camerún.                  |
| Serie C1: Apeldoorn, Países Bajos. | Serie C2: Chiclayo, Perú.                   |                                             |
| Semana 2                           |                                             |                                             |
| Serie D1: Sendai, Japón.           | Serie D2: Almatý, Kazajistán.               | Serie C3: Caracas, Venezuela.               |
| Serie E1: Macao, China             | Serie E2: Ostrowiec Świętokrzyski, Polonia. | Serie D3: Puerto España, Trinidad y Tobago. |
| Serie F1: Ekaterimburgo, Rusia.    | Serie F2: San Juan, Puerto Rico.            |                                             |
| Semana 3                           |                                             |                                             |
| Serie G1: Hong Kong, China.        | Serie G2: Richmond, Canadá.                 |                                             |
| Serie H1: Bangkok, Tailandia.      | Serie H2: Suwon, Corea del Sur              |                                             |
| Serie I1: Cuiabá, Brasil.          | Serie I2: Opatija, Croacia.                 |                                             |
| Semana 4                           |                                             |                                             |
| Ronda final: Nankín, China.        | Ronda final: Ostrava, República Checa.      | Ronda final: Canberra, Australia.           |

## Equipos participantes
De las 32 selecciones participantes en el Grand Prix 2017 27 se mantienen de la edición anterior. Cuba se ausentará por primera vez del Grand Prix ya que desde la primera edición en 1993 siempre estuvo presente. De acuerdo con el presidente de la Federación Cubana de Voleibol, Ariel Saínz, la declinación de Cuba se debió principalmente a problemas económicos y al proceso de recambio de su selección femenina.
Las selecciones de Camerún, Hungría y Trinidad y Tobago fueron invitadas y participarán por primera vez en un Grand Prix. En un principio Azerbaiyán también había sido invitada pero posteriormente la FIVB corrigió y reemplazó a esta selección por la de Venezuela que había logrado su clasificación al Grand Prix 2017 en la Copa Panamericana de Voleibol Femenino de 2016. Por su parte, Corea del Sur vuelve tras perderse los dos últimos torneos, su última participación fue en el Grand Prix de Voleibol de 2014.
En abril de 2017 la Federación de Voleibol de Kenia anunció el retiro de su selección del grupo 2 por motivos económicos, consecuentemente, la FIVB decidió subir a Colombia desde el grupo 3 para ocupar el lugar dejado por Kenia, mientras que el lugar de Colombia en el grupo 3 fue cubierto por Francia. De esta manera la selección de Francia tendrá su primera participación en el Grand Prix.
| CAVB                                                     | AVC                                                       | CEV | NORCECA                                                                         | CSV                                      |
| -------------------------------------------------------- | --------------------------------------------------------- | --- | ------------------------------------------------------------------------------- | ---------------------------------------- |
| Argelia Camerún                                          | Australia China Corea del Sur Japón Kazajistán Tailandia  | \| Alemania Bélgica Bulgaria Croacia Francia Hungría Italia \| Países Bajos Polonia República Checa Rusia Serbia Turquía \| | Canadá Estados Unidos México Puerto Rico República Dominicana Trinidad y Tobago | Argentina Brasil Colombia Perú Venezuela |
| Alemania Bélgica Bulgaria Croacia Francia Hungría Italia | Países Bajos Polonia República Checa Rusia Serbia Turquía | |                                                                                 |                                          |

## Conformación de las series en los grupos
El sorteo para la conformación de las diferentes series se realizó el 14 de septiembre de 2016. Tras el incremento de equipos y sobre la base de los resultados de las selecciones en el torneo anterior se produjeron los siguientes cambios en los grupos del Grand Prix 2017:
- En el Grupo 1: La selección de República Dominicana asciende desde el grupo 2 por haber ganado esa zona el torneo anterior, mientras que Alemania es relegado al grupo 2 por haber quedado último del grupo 1 en el torneo de 2016.

- En el Grupo 2: El grupo 2 incrementa su número de participantes a 12, cuatro más que en la edición anterior. En su vuelta al Grand Prix la selección de Corea del Sur fue integrada al grupo 2, por otro lado, Croacia, Colombia, Kazajistán y Perú fueron promovidos desde el grupo 3 luego de obtener los cuatro primeros lugares de esa zona en el Grad Prix de 2016. Kenia se mantuvo en este grupo pese a quedar el último lugar el año pasado.

- En el Grupo 3: Tras el retiro de Cuba cuatro selecciones fueron integradas al grupo 3: Azerbaiyán, Camerún, Hungría y Trinidad y Tobago. Posteriormente Venezuela ingresó en reemplazo de Azerbaiyán.

### Series del Grupo 1
En negrita se indica al país anfitrión de la serie.
| Semana 1                      | Semana 1                          | Semana 1                                  | Semana 2                      | Semana 2                            | Semana 2                                   |
| Serie A1                      | Serie B1                          | Serie C1                                  | Serie D1                      | Serie E1                            | Serie F1                                   |
| ----------------------------- | --------------------------------- | ----------------------------------------- | ----------------------------- | ----------------------------------- | ------------------------------------------ |
| Brasil Bélgica Turquía Serbia | Estados Unidos Rusia Italia China | Países Bajos Rep. Dominicana Japón Italia | Brasil Tailandia Japón Serbia | Estados Unidos Turquía Italia China | Países Bajos Rep. Dominicana Rusia Bélgica |

| Semana 3                 | Semana 3                                 | Semana 3                                   | Semana 4 (ambas series en China) | Semana 4 (ambas series en China) |
| Serie G1                 | Serie H1                                 | Serie I1                                   | Serie J1                         | Serie K1                         |
| ------------------------ | ---------------------------------------- | ------------------------------------------ | -------------------------------- | -------------------------------- |
| Japón Rusia China Serbia | Italia Rep. Dominicana Turquía Tailandia | Países Bajos Bélgica Estados Unidos Brasil | China Brasil Países Bajos        | Serbia Estados Unidos Italia     |

### Series del Grupo 2
República Checa y Kenia intercambiaron sus series correspondientes a la semana 3 pasando República Checa de la serie H2 a la G2 y Kenia de la G2 a la H2. Kenia decidió retirarse del torneo y fue reemplazado por Colombia que fue ascendida desde el grupo 3.
En negrita se indica al país anfitrión de la serie.
| Semana 1                                   | Semana 1                         | Semana 1                                  | Semana 2                             | Semana 2                             | Semana 2                                    |
| Serie A2                                   | Serie B2                         | Serie C2                                  | Serie D2                             | Serie E2                             | Serie F2                                    |
| ------------------------------------------ | -------------------------------- | ----------------------------------------- | ------------------------------------ | ------------------------------------ | ------------------------------------------- |
| Alemania Bulgaria Corea del Sur Kazajistán | Polonia Canadá Argentina Croacia | Puerto Rico República Checa Perú Colombia | Alemania Colombia Croacia Kazajistán | Polonia Corea del Sur Argentina Perú | Puerto Rico República Checa Canadá Bulgaria |

| Semana 3                             | Semana 3                                  | Semana 3                               | Semana 4                                       |
| Serie G2                             | Serie H2                                  | Serie I2                               | Cuadrangular final                             |
| ------------------------------------ | ----------------------------------------- | -------------------------------------- | ---------------------------------------------- |
| Alemania Canadá Perú República Checa | Polonia Colombia Corea del Sur Kazajistán | Puerto Rico Bulgaria Argentina Croacia | Corea del Sur Polonia Alemania República Checa |

### Series del Grupo 3
Tras el retiro de Kenia del grupo 2 Colombia fue ascendido desde el grupo 3 para reemplazar a Kenia, el lugar dejado por Colombia en el grupo 3 fue cubierto por Francia.
En negrita se indica al país anfitrión de la serie.
| Semana 1                                   | Semana 1                          | Semana 2                         | Semana 2                                    | Semana 3                            |
| Serie A3                                   | Serie B3                          | Serie C3                         | Serie D3                                    | Cuadrangular final                  |
| ------------------------------------------ | --------------------------------- | -------------------------------- | ------------------------------------------- | ----------------------------------- |
| Australia Trinidad y Tobago México Hungría | Francia Argelia Camerún Venezuela | Hungría Argelia México Venezuela | Francia Trinidad y Tobago Camerún Australia | Hungría Francia Venezuela Australia |

## Formato de competición
Para determinar el orden de clasificación en cada grupo y en las dos series de la ronda final del grupo uno se aplican los siguientes criterios en orden de aparición:
- Número de partidos ganados.
- Puntos obtenidos.
- Proporción entre los sets ganados y los sets perdidos (Sets ratio).
- Proporción entre los puntos ganados y los puntos perdidos (Puntos ratio).
- Último resultado entre los equipos empatados en cuestión.

## Ronda intercontinental

### Grupo 1
– Clasificados al hexagonal final.      – Clasificado al hexagonal final como país anfitrión.      – Descendido al grupo 2 en la siguiente edición.
|      |                      | Partidos | Partidos | Partidos |      | Sets | Sets | Sets  | Puntos | Puntos | Puntos |
| Pos. | Equipo               | PJ       | PG       | PP       | Pts. | SG   | SP   | Ratio | PG     | PP     | Ratio  |
| ---- | -------------------- | -------- | -------- | -------- | ---- | ---- | ---- | ----- | ------ | ------ | ------ |
| 1    | Serbia               | 9        | 7        | 2        | 22   | 23   | 8    | 2.875 | 735    | 621    | 1.183  |
| 2    | Estados Unidos       | 9        | 6        | 3        | 19   | 23   | 14   | 1.642 | 843    | 778    | 1.083  |
| 3    | Brasil               | 9        | 6        | 3        | 18   | 20   | 13   | 1.538 | 765    | 702    | 1.089  |
| 4    | Países Bajos         | 9        | 6        | 3        | 17   | 22   | 13   | 1.692 | 781    | 736    | 1.061  |
| 5    | Italia               | 9        | 6        | 3        | 16   | 19   | 14   | 1.357 | 748    | 720    | 1.038  |
| 6    | Japón                | 9        | 6        | 3        | 13   | 20   | 20   | 1.000 | 868    | 876    | 0.990  |
| 7    | China                | 9        | 5        | 4        | 13   | 17   | 19   | 0.894 | 818    | 838    | 0.976  |
| 8    | República Dominicana | 9        | 4        | 5        | 11   | 15   | 21   | 0.714 | 782    | 808    | 0.967  |
| 9    | Rusia                | 9        | 3        | 6        | 13   | 17   | 20   | 0.850 | 801    | 830    | 0.965  |
| 10   | Tailandia            | 9        | 3        | 6        | 11   | 14   | 18   | 0.777 | 726    | 751    | 0.966  |
| 11   | Turquía              | 9        | 2        | 7        | 7    | 11   | 22   | 0.500 | 696    | 780    | 0.892  |
| 12   | Bélgica              | 9        | 0        | 9        | 2    | 6    | 27   | 0.222 | 659    | 782    | 0.842  |

#### Semana 1

##### Serie A1
- Sede: Pabellón de voleibol Başkent, Ankara, Turquía.
- Las horas indicadas corresponden al huso horario local de Turquía (Horario de verano de Europa oriental – EEST): UTC+3.

| Fecha      | Hora  | Equipo 1 | Res.  | Equipo 2 | Set 1 | Set 2 | Set 3 | Set 4 | Set 5 | Total    | Reporte |
| ---------- | ----- | -------- | ----- | -------- | ----- | ----- | ----- | ----- | ----- | -------- | ------- |
| 7 de julio | 16:30 | Turquía  | 0 – 3 | Serbia   | 19-25 | 17-25 | 15-25 |       |       | 51 – 75  | P2 P3   |
| 7 de julio | 19:30 | Bélgica  | 0 – 3 | Brasil   | 22-25 | 23-25 | 18-25 |       |       | 63 – 75  | P2 P3   |
| 8 de julio | 16:30 | Brasil   | 0 – 3 | Serbia   | 19-25 | 20-25 | 19-25 |       |       | 58 – 75  | P2 P3   |
| 8 de julio | 19:30 | Turquía  | 3 – 1 | Bélgica  | 23-25 | 25-20 | 25-20 | 25-16 |       | 98 – 81  | P2 P3   |
| 9 de julio | 16:30 | Serbia   | 3 – 0 | Bélgica  | 25-18 | 25-18 | 25-18 |       |       | 75 – 54  | P2 P3   |
| 9 de julio | 19:30 | Turquía  | 2 – 3 | Brasil   | 26-24 | 17-25 | 18-25 | 25-22 | 13-15 | 99 – 111 | P2 P3   |

##### Serie B1
- Sede: Kunshan Sports Centre, Kunshan, China.
- Las horas indicadas corresponden al huso horario local de China (Hora estándar de China): UTC+8.

| Fecha      | Hora  | Equipo 1       | Res.  | Equipo 2       | Set 1 | Set 2 | Set 3 | Set 4 | Set 5 | Total     | Reporte |
| ---------- | ----- | -------------- | ----- | -------------- | ----- | ----- | ----- | ----- | ----- | --------- | ------- |
| 7 de julio | 15:00 | Estados Unidos | 3 – 2 | Rusia          | 22-25 | 25-19 | 25-27 | 25-16 | 15-11 | 112 – 98  | P2 P3   |
| 7 de julio | 19:00 | China          | 3 – 1 | Italia         | 25-20 | 20-25 | 25-23 | 25-20 |       | 95 – 88   | P2 P3   |
| 8 de julio | 15:00 | Italia         | 0 – 3 | Estados Unidos | 21-25 | 22-25 | 19-25 |       |       | 62 – 75   | P2 P3   |
| 8 de julio | 19:00 | China          | 3 – 2 | Rusia          | 24-26 | 25-21 | 16-25 | 27-25 | 16-14 | 108 – 111 | P2 P3   |
| 9 de julio | 15:00 | Rusia          | 2 – 3 | Italia         | 21-25 | 29-27 | 26-24 | 24-26 | 10-15 | 110 – 117 | P2 P3   |
| 9 de julio | 19:00 | China          | 0 – 3 | Estados Unidos | 22-25 | 22-25 | 21-25 |       |       | 65 – 75   | P2 P3   |

##### Serie C1
- Sede: Omnisport Apeldoorn, Apeldoorn, Países Bajos.
- Las horas indicadas corresponden al huso horario local de los Países Bajos (Horario de verano de Europa central – CEST): UTC+2.

| Fecha      | Hora  | Equipo 1             | Res.  | Equipo 2             | Set 1 | Set 2 | Set 3 | Set 4 | Set 5 | Total    | Reporte |
| ---------- | ----- | -------------------- | ----- | -------------------- | ----- | ----- | ----- | ----- | ----- | -------- | ------- |
| 7 de julio | 17:30 | Países Bajos         | 3 – 0 | República Dominicana | 25-21 | 25-19 | 25-21 |       |       | 75 – 61  | P2 P3   |
| 7 de julio | 20:30 | Japón                | 3 – 2 | Tailandia            | 25-19 | 18-25 | 25-14 | 22-25 | 15-9  | 105 – 92 | P2 P3   |
| 8 de julio | 17:30 | Países Bajos         | 3 – 0 | Tailandia            | 25-20 | 26-24 | 25-16 |       |       | 76 – 60  | P2 P3   |
| 8 de julio | 20:30 | República Dominicana | 3 – 1 | Japón                | 25-20 | 25-19 | 24-26 | 29-27 |       | 103 – 92 | P2 P3   |
| 9 de julio | 17:30 | Países Bajos         | 2 – 3 | Japón                | 25-17 | 25-21 | 18-25 | 22-25 | 9-15  | 99 – 103 | P2 P3   |
| 9 de julio | 20:30 | Tailandia            | 1 – 3 | República Dominicana | 22-25 | 25-22 | 22-25 | 18-25 |       | 87 – 97  | P2 P3   |

#### Semana 2

##### Serie D1
- Sede: Kamei Arena Sendai, Sendai, Japón.
- Las horas indicadas corresponden al huso horario local de Japón (Hora estándar de Japón – JST): UTC+9.

| Fecha       | Hora  | Equipo 1 | Res.  | Equipo 2  | Set 1 | Set 2 | Set 3 | Set 4 | Set 5 | Total     | Reporte |
| ----------- | ----- | -------- | ----- | --------- | ----- | ----- | ----- | ----- | ----- | --------- | ------- |
| 14 de julio | 15:40 | Brasil   | 3 – 0 | Serbia    | 26-24 | 25-17 | 25-22 |       |       | 76 – 63   | P2 P3   |
| 14 de julio | 19:10 | Japón    | 3 – 1 | Tailandia | 25-19 | 17-25 | 25-18 | 25-19 |       | 92 – 81   | P2 P3   |
| 15 de julio | 14:10 | Japón    | 0 – 3 | Serbia    | 21-25 | 20-25 | 20-25 |       |       | 61 – 75   | P2 P3   |
| 15 de julio | 17:10 | Brasil   | 0 – 3 | Tailandia | 22-25 | 21-25 | 27-29 |       |       | 70 – 79   | P2 P3   |
| 16 de julio | 13:15 | Japón    | 3 – 2 | Brasil    | 25-22 | 26-24 | 19-25 | 20-25 | 17-15 | 107 – 111 | P2 P3   |
| 16 de julio | 16:10 | Serbia   | 3 – 1 | Tailandia | 25-17 | 23-25 | 25-16 | 25-19 |       | 98 – 77   | P2 P3   |

##### Serie E1
- Sede: Macao Forum, Macao, China
- Las horas indicadas corresponden al huso horario local de China (Hora estándar de China): UTC+8.

| Fecha       | Hora  | Equipo 1       | Res.  | Equipo 2       | Set 1 | Set 2 | Set 3 | Set 4 | Set 5 | Total     | Reporte |
| ----------- | ----- | -------------- | ----- | -------------- | ----- | ----- | ----- | ----- | ----- | --------- | ------- |
| 14 de julio | 16:00 | Estados Unidos | 3 – 1 | Turquía        | 25-21 | 24-26 | 25-19 | 25-12 |       | 99 – 78   | P2 P3   |
| 14 de julio | 20:00 | China          | 0 – 3 | Italia         | 19-25 | 22-25 | 21-25 |       |       | 62 – 75   | P2 P3   |
| 15 de julio | 14:30 | Estados Unidos | 2 – 3 | Italia         | 22-25 | 25-22 | 21-25 | 25-13 | 13-15 | 106 – 100 | P2 P3   |
| 15 de julio | 17:00 | China          | 3 – 1 | Turquía        | 25-23 | 19-25 | 25-23 | 25-23 |       | 94 – 94   | P2 P3   |
| 16 de julio | 13:00 | Italia         | 3 – 0 | Turquía        | 25-13 | 25-20 | 25-14 |       |       | 75 – 47   | P2 P3   |
| 16 de julio | 15:30 | China          | 3 – 2 | Estados Unidos | 25-27 | 25-23 | 25-21 | 23-25 | 15-11 | 113 – 107 | P2 P3   |

##### Serie F1
- Sede: DIVS Sport Hall, Ekaterimburgo, Rusia.
- Las horas indicadas corresponden al huso horario local de Ekaterimburgo (Hora de Ekaterimburgo): UTC+5.

| Fecha       | Hora  | Equipo 1             | Res.  | Equipo 2             | Set 1 | Set 2 | Set 3 | Set 4 | Set 5 | Total     | Reporte |
| ----------- | ----- | -------------------- | ----- | -------------------- | ----- | ----- | ----- | ----- | ----- | --------- | ------- |
| 14 de julio | 16:40 | Países Bajos         | 3 – 0 | Bélgica              | 25-22 | 25-19 | 25-21 |       |       | 75 – 62   | P2 P3   |
| 14 de julio | 19:10 | Rusia                | 3 – 1 | República Dominicana | 16-25 | 25-23 | 25-21 | 25-14 |       | 91 – 83   | P2 P3   |
| 15 de julio | 16:40 | Países Bajos         | 3 – 2 | República Dominicana | 23-25 | 22-25 | 25-22 | 25-23 | 15-8  | 110 – 103 | P2 P3   |
| 15 de julio | 19:10 | Rusia                | 3 – 0 | Bélgica              | 26-24 | 25-14 | 25-22 |       |       | 76 – 60   | P2 P3   |
| 16 de julio | 16:40 | República Dominicana | 3 – 2 | Bélgica              | 25-13 | 21-25 | 25-21 | 18-25 | 15-11 | 104 – 95  | P2 P3   |
| 16 de julio | 19:10 | Rusia                | 0 – 3 | Países Bajos         | 18-25 | 22-25 | 16-25 |       |       | 56 – 75   | P2 P3   |

#### Semana 3

##### Serie G1
- Sede: Hong Kong Coliseum, Hong Kong, China.
- Las horas indicadas corresponden al huso horario local de China (Hora estándar de China): UTC+8.

| Fecha       | Hora  | Equipo 1 | Res.  | Equipo 2 | Set 1 | Set 2 | Set 3 | Set 4 | Set 5 | Total     | Reporte |
| ----------- | ----- | -------- | ----- | -------- | ----- | ----- | ----- | ----- | ----- | --------- | ------- |
| 21 de julio | 18:30 | Serbia   | 3 – 0 | Rusia    | 26-24 | 25-14 | 25-19 |       |       | 76 – 57   | P2 P3   |
| 21 de julio | 21:00 | China    | 3 – 1 | Japón    | 25-19 | 25-20 | 33-35 | 25-21 |       | 108 – 95  | P2 P3   |
| 22 de julio | 13:15 | Japón    | 3 – 2 | Serbia   | 21-25 | 20-25 | 25-23 | 25-20 | 15-12 | 106 – 105 | P2 P3   |
| 22 de julio | 15:45 | China    | 1 – 3 | Rusia    | 23-25 | 25-22 | 18-25 | 26-28 |       | 92 – 100  | P2 P3   |
| 23 de julio | 13:15 | Japón    | 3 – 2 | Rusia    | 23-25 | 19-25 | 25-20 | 25-22 | 15-10 | 107 – 102 | P2 P3   |
| 23 de julio | 15:45 | China    | 1 – 3 | Serbia   | 21-25 | 20-25 | 25-18 | 15-25 |       | 81 – 93   | P2 P3   |

##### Serie H1
- Sede: Estadio Cubierto Huamark, Bangkok, Tailandia.
- Las horas indicadas corresponden al huso horario local de Tailandia (Tiempo de Indochina – ICT): UTC+7.

| Fecha       | Hora  | Equipo 1             | Res.  | Equipo 2             | Set 1 | Set 2 | Set 3 | Set 4 | Set 5 | Total     | Reporte |
| ----------- | ----- | -------------------- | ----- | -------------------- | ----- | ----- | ----- | ----- | ----- | --------- | ------- |
| 21 de julio | 15:00 | Italia               | 3 – 1 | Turquía              | 25-17 | 20-25 | 25-21 | 32-30 |       | 102 – 93  | P2 P3   |
| 21 de julio | 18:00 | Tailandia            | 2 – 3 | República Dominicana | 25-17 | 21-25 | 26-24 | 21-25 | 7-15  | 100 – 106 | P2 P3   |
| 22 de julio | 15:00 | Italia               | 3 – 0 | República Dominicana | 25-20 | 25-22 | 25-15 |       |       | 75 – 57   | P2 P3   |
| 22 de julio | 18:00 | Tailandia            | 3 – 0 | Turquía              | 25-20 | 25-22 | 25-11 |       |       | 75 – 53   | P2 P3   |
| 23 de julio | 15:00 | República Dominicana | 0 – 3 | Turquía              | 14-25 | 31-33 | 23-25 |       |       | 68 – 83   | P2 P3   |
| 23 de julio | 18:00 | Tailandia            | 3 – 0 | Italia               | 25-13 | 25-21 | 25-20 |       |       | 75 – 54   | P2 P3   |

##### Serie I1
- Sede: Ginásio Aecim Tocantins, Cuiabá, Brasil.
- Las horas indicadas corresponden al huso horario local de Cuiabá (Hora de Brasilia -1): UTC-4

Los horarios de los partidos fueron adelantados respecto de su programación inicial, los partidos del primer turno de cada jornada se adelantaron una hora y los partidos del segundo turno se adelantaron en dos horas.
| Fecha       | Hora  | Equipo 1       | Res.  | Equipo 2       | Set 1 | Set 2 | Set 3 | Set 4 | Set 5 | Total    | Reporte |
| ----------- | ----- | -------------- | ----- | -------------- | ----- | ----- | ----- | ----- | ----- | -------- | ------- |
| 20 de julio | 14:05 | Brasil         | 3 – 0 | Bélgica        | 28-26 | 25-19 | 25-20 |       |       | 78 – 65  | P2 P3   |
| 20 de julio | 16:10 | Estados Unidos | 3 – 1 | Países Bajos   | 25-15 | 23-25 | 28-26 | 25-21 |       | 101 – 87 | P2 P3   |
| 21 de julio | 14:05 | Brasil         | 3 – 1 | Países Bajos   | 25-17 | 25-14 | 18-25 | 25-19 |       | 93 – 75  | P2 P3   |
| 21 de julio | 16:10 | Estados Unidos | 3 – 1 | Bélgica        | 25-14 | 16-25 | 25-19 | 26-24 |       | 92 – 82  | P2 P3   |
| 23 de julio | 9:10  | Brasil         | 3 – 1 | Estados Unidos | 25-20 | 25-13 | 18-25 | 25-18 |       | 93 – 76  | P2 P3   |
| 23 de julio | 11:15 | Bélgica        | 2 – 3 | Países Bajos   | 27-29 | 25-18 | 12-25 | 25-22 | 8-15  | 97 – 109 | P2 P3   |

### Grupo 2
– Clasificado para competir en la ronda final del grupo 2.      – Clasificado para competir en la ronda final del grupo 2 como país anfitrión.      – Descendido al grupo 3 en la siguiente edición.
|      |                 | Partidos | Partidos | Partidos |      | Sets | Sets | Sets  | Puntos | Puntos | Puntos |
| Pos. | Equipo          | PJ       | PG       | PP       | Pts. | SG   | SP   | Ratio | PG     | PP     | Ratio  |
| ---- | --------------- | -------- | -------- | -------- | ---- | ---- | ---- | ----- | ------ | ------ | ------ |
| 1    | Corea del Sur   | 9        | 8        | 1        | 25   | 26   | 5    | 5.200 | 736    | 622    | 1.183  |
| 2    | Alemania        | 9        | 8        | 1        | 23   | 25   | 6    | 4.166 | 737    | 602    | 1.224  |
| 3    | Polonia         | 9        | 7        | 2        | 21   | 22   | 7    | 3.142 | 709    | 553    | 1.282  |
| 4    | República Checa | 9        | 7        | 2        | 19   | 21   | 14   | 1.500 | 775    | 764    | 1.014  |
| 5    | Bulgaria        | 9        | 5        | 4        | 16   | 22   | 17   | 1.294 | 852    | 820    | 1.039  |
| 6    | Puerto Rico     | 9        | 5        | 4        | 12   | 17   | 19   | 0.894 | 782    | 796    | 0.982  |
| 7    | Colombia        | 9        | 4        | 5        | 12   | 12   | 17   | 0.705 | 634    | 664    | 0.954  |
| 8    | Canadá          | 9        | 3        | 6        | 11   | 15   | 20   | 0.750 | 774    | 745    | 1.038  |
| 9    | Perú            | 9        | 3        | 6        | 9    | 13   | 20   | 0.650 | 737    | 768    | 0.959  |
| 10   | Argentina       | 9        | 2        | 7        | 8    | 11   | 22   | 0.500 | 688    | 735    | 0.936  |
| 11   | Croacia         | 9        | 1        | 8        | 3    | 9    | 26   | 0.346 | 646    | 844    | 0.765  |
| 12   | Kazajistán      | 9        | 1        | 8        | 3    | 5    | 25   | 0.200 | 567    | 724    | 0.783  |

#### Semana 1

##### Serie A2
- Sede: Bulstrad Arena, Ruse, Bulgaria.
- Las horas indicadas corresponden al huso horario local de Bulgaria (Horario de verano de Europa oriental – EEST): UTC+3.

| Fecha      | Hora  | Equipo 1      | Res.  | Equipo 2      | Set 1 | Set 2 | Set 3 | Set 4 | Set 5 | Total     | Reporte |
| ---------- | ----- | ------------- | ----- | ------------- | ----- | ----- | ----- | ----- | ----- | --------- | ------- |
| 7 de julio | 16:40 | Corea del Sur | 3 – 1 | Alemania      | 19-25 | 25-23 | 25-18 | 25-23 |       | 94 – 89   | P2 P3   |
| 7 de julio | 20:10 | Bulgaria      | 3 – 0 | Kazajistán    | 25-22 | 25-19 | 25-14 |       |       | 75 – 55   | P2 P3   |
| 8 de julio | 16:40 | Alemania      | 3 – 0 | Kazajistán    | 25-13 | 25-21 | 25-17 |       |       | 75 – 51   | P2 P3   |
| 8 de julio | 20:10 | Bulgaria      | 3 – 2 | Corea del Sur | 20-25 | 25-15 | 25-14 | 22-25 | 15-8  | 107 – 87  | P2 P3   |
| 9 de julio | 16:40 | Kazajistán    | 0 – 3 | Corea del Sur | 12-25 | 19-25 | 14-25 |       |       | 45 – 75   | P2 P3   |
| 9 de julio | 20:10 | Bulgaria      | 2 – 3 | Alemania      | 22-25 | 25-20 | 20-25 | 25-17 | 13-15 | 105 – 102 | P2 P3   |

##### Serie B2
- Sede: Estadio Ruca Che, Neuquén, Argentina.
- Las horas indicadas corresponden al huso horario local de Argentina (Hora oficial argentina – HOA): UTC-3.

| Fecha      | Hora  | Equipo 1  | Res.  | Equipo 2 | Set 1 | Set 2 | Set 3 | Set 4 | Set 5 | Total     | Reporte |
| ---------- | ----- | --------- | ----- | -------- | ----- | ----- | ----- | ----- | ----- | --------- | ------- |
| 7 de julio | 18:00 | Croacia   | 0 – 3 | Polonia  | 10-25 | 9-25  | 18-25 |       |       | 37 – 75   | P2 P3   |
| 7 de julio | 21:00 | Argentina | 0 – 3 | Canadá   | 18-25 | 14-25 | 20-25 |       |       | 52 – 75   | P2 P3   |
| 8 de julio | 16:00 | Polonia   | 3 – 0 | Canadá   | 25-22 | 25-9  | 25-23 |       |       | 75 – 54   | P2 P3   |
| 8 de julio | 19:00 | Argentina | 2 – 3 | Croacia  | 25-20 | 28-30 | 25-15 | 22-25 | 14-16 | 114 – 106 | P2 P3   |
| 9 de julio | 16:00 | Canadá    | 3 – 1 | Croacia  | 23-25 | 25-11 | 25-10 | 25-18 |       | 98 – 64   | P2 P3   |
| 9 de julio | 19:00 | Argentina | 0 – 3 | Polonia  | 21-25 | 19-25 | 14-25 |       |       | 54 – 75   | P2 P3   |

##### Serie C2
- Sede: Coliseo Cerrado de Chiclayo, Chiclayo, Perú.
- Las horas indicadas corresponden al huso horario local del Perú (Tiempo del Perú – PET): UTC-5.

| Fecha      | Hora  | Equipo 1        | Res.  | Equipo 2        | Set 1 | Set 2 | Set 3 | Set 4 | Set 5 | Total    | Reporte |
| ---------- | ----- | --------------- | ----- | --------------- | ----- | ----- | ----- | ----- | ----- | -------- | ------- |
| 7 de julio | 16:35 | República Checa | 3 – 0 | Colombia        | 25-23 | 25-21 | 25-20 |       |       | 75 – 64  | P2 P3   |
| 7 de julio | 19:05 | Perú            | 3 – 1 | Puerto Rico     | 17-25 | 25-15 | 25-19 | 25-21 |       | 92 – 80  | P2 P3   |
| 8 de julio | 15:35 | Puerto Rico     | 1 – 3 | República Checa | 20-25 | 28-26 | 21-25 | 18-25 |       | 87 – 101 | P2 P3   |
| 8 de julio | 18:05 | Perú            | 3 – 0 | Colombia        | 25-15 | 25-21 | 26-24 |       |       | 76 – 60  | P2 P3   |
| 9 de julio | 16:35 | Puerto Rico     | 0 – 3 | Colombia        | 16-25 | 12-25 | 24-26 |       |       | 52 – 76  | P2 P3   |
| 9 de julio | 19:05 | Perú            | 1 – 3 | República Checa | 24-26 | 25-21 | 22-25 | 23-25 |       | 94 – 97  | P2 P3   |

#### Semana 2

##### Serie D2
- Sede: Baluan Sholak Sports Palace, Almatý, Kazajistán.
- Las horas indicadas corresponden al huso horario local de Almatý (Tiempo Alma-Ata – ALMT): UTC+6.

| Fecha       | Hora  | Equipo 1   | Res.  | Equipo 2 | Set 1 | Set 2 | Set 3 | Set 4 | Set 5 | Total    | Reporte |
| ----------- | ----- | ---------- | ----- | -------- | ----- | ----- | ----- | ----- | ----- | -------- | ------- |
| 14 de julio | 14:10 | Colombia   | 3 – 1 | Croacia  | 25-22 | 25-27 | 25-19 | 25-20 |       | 100 – 88 | P2 P3   |
| 14 de julio | 17:10 | Kazajistán | 1 – 3 | Alemania | 25-20 | 18-25 | 17-25 | 21-25 |       | 81 – 95  | P2 P3   |
| 15 de julio | 14:10 | Croacia    | 0 – 3 | Alemania | 24-26 | 15-25 | 6-25  |       |       | 45 – 76  | P2 P3   |
| 15 de julio | 17:10 | Kazajistán | 1 – 3 | Colombia | 21-25 | 25-20 | 25-27 | 16-25 |       | 87 – 97  | P2 P3   |
| 16 de julio | 14:10 | Alemania   | 3 – 0 | Colombia | 25-16 | 25-16 | 25-23 |       |       | 75 – 55  | P2 P3   |
| 16 de julio | 17:10 | Kazajistán | 3 – 1 | Croacia  | 25-22 | 22-25 | 25-20 | 25-15 |       | 97 – 82  | P2 P3   |

##### Serie E2
- Sede: Hala sportowo-widowiskowa KSZO, Ostrowiec Świętokrzyski, Polonia.
- Las horas indicadas corresponden al huso horario local de Polonia (Horario de verano de Europa central – CEST): UTC+2.

| Fecha       | Hora  | Equipo 1      | Res.  | Equipo 2      | Set 1 | Set 2 | Set 3 | Set 4 | Set 5 | Total    | Reporte |
| ----------- | ----- | ------------- | ----- | ------------- | ----- | ----- | ----- | ----- | ----- | -------- | ------- |
| 14 de julio | 17:25 | Argentina     | 0 – 3 | Corea del Sur | 25-27 | 22-25 | 8-25  |       |       | 55 – 77  | P2 P3   |
| 14 de julio | 20:25 | Polonia       | 3 – 1 | Perú          | 22-25 | 25-17 | 27-25 | 27-25 |       | 101 – 92 | P2 P3   |
| 15 de julio | 17:25 | Corea del Sur | 3 – 0 | Perú          | 26-24 | 27-25 | 25-15 |       |       | 78 – 64  | P2 P3   |
| 15 de julio | 20:25 | Polonia       | 3 – 0 | Argentina     | 25-10 | 26-24 | 25-15 |       |       | 76 – 49  | P2 P3   |
| 16 de julio | 17:25 | Perú          | 3 – 1 | Argentina     | 25-18 | 18-25 | 25-23 | 25-19 |       | 93 – 85  | P2 P3   |
| 16 de julio | 20:25 | Polonia       | 1 – 3 | Corea del Sur | 26-24 | 23-25 | 19-25 | 24-26 |       | 92 – 100 | P2 P3   |

##### Serie F2
- Sede: Coliseo Roberto Clemente, San Juan, Puerto Rico.
- Las horas indicadas corresponden al huso horario local de Puerto Rico (Tiempo del Atlántico – AST): UTC-4.

| Fecha       | Hora  | Equipo 1        | Res.  | Equipo 2        | Set 1 | Set 2 | Set 3 | Set 4 | Set 5 | Total     | Reporte |
| ----------- | ----- | --------------- | ----- | --------------- | ----- | ----- | ----- | ----- | ----- | --------- | ------- |
| 14 de julio | 17:10 | República Checa | 3 – 2 | Bulgaria        | 25-27 | 25-20 | 12-25 | 25-14 | 15-9  | 102 – 95  | P2 P3   |
| 14 de julio | 20:10 | Puerto Rico     | 3 – 2 | Canadá          | 25-20 | 25-21 | 22-25 | 20-25 | 15-13 | 107 – 104 | P2 P3   |
| 15 de julio | 17:10 | Bulgaria        | 3 – 1 | Canadá          | 15-25 | 30-28 | 31-29 | 25-21 |       | 101 – 103 | P2 P3   |
| 15 de julio | 20:10 | Puerto Rico     | 3 – 0 | República Checa | 25-20 | 25-21 | 25-17 |       |       | 75 – 58   | P2 P3   |
| 16 de julio | 15:10 | República Checa | 3 – 2 | Canadá          | 25-22 | 18-25 | 16-25 | 25-23 | 15-11 | 99 – 106  | P2 P3   |
| 16 de julio | 18:10 | Puerto Rico     | 3 – 2 | Bulgaria        | 26-24 | 22-25 | 25-18 | 33-35 | 15-7  | 121 – 109 | P2 P3   |

#### Semana 3

##### Serie G2
- Sede: Óvalo Olímpico de Richmond, Richmond, Canadá.
- Las horas indicadas corresponden al huso horario local de Richmond (Horario de verano del Tiempo del Pacífico – PDT): UTC-7.

| Fecha       | Hora  | Equipo 1        | Res.  | Equipo 2        | Set 1 | Set 2 | Set 3 | Set 4 | Set 5 | Total   | Reporte |
| ----------- | ----- | --------------- | ----- | --------------- | ----- | ----- | ----- | ----- | ----- | ------- | ------- |
| 21 de julio | 18:10 | Canadá          | 0 – 3 | Alemania        | 17-25 | 18-25 | 20-25 |       |       | 55 – 75 | P2 P3   |
| 21 de julio | 20:10 | Perú            | 1 – 3 | República Checa | 23-25 | 25-22 | 19-25 | 17-25 |       | 84 – 97 | P2 P3   |
| 22 de julio | 12:40 | Canadá          | 3 – 1 | Perú            | 20-25 | 25-17 | 25-17 | 25-21 |       | 95 – 80 | P2 P3   |
| 22 de julio | 14:40 | República Checa | 0 – 3 | Alemania        | 18-25 | 21-25 | 15-25 |       |       | 54 – 75 | P2 P3   |
| 23 de julio | 12:40 | Canadá          | 1 – 3 | República Checa | 21-25 | 22-25 | 25-17 | 16-25 |       | 84 – 92 | P2 P3   |
| 23 de julio | 14:40 | Alemania        | 3 – 0 | Perú            | 25-18 | 25-21 | 25-23 |       |       | 75 – 62 | P2 P3   |

##### Serie H2
- Sede: Gimnasio Suwon, Suwon, Corea del Sur.
- Las horas indicadas corresponden al huso horario local de Corea del Sur (Tiempo estándar de Corea – KST): UTC+9.

| Fecha       | Hora  | Equipo 1      | Res.  | Equipo 2   | Set 1 | Set 2 | Set 3 | Set 4 | Set 5 | Total   | Reporte |
| ----------- | ----- | ------------- | ----- | ---------- | ----- | ----- | ----- | ----- | ----- | ------- | ------- |
| 21 de julio | 16:00 | Corea del Sur | 3 – 0 | Kazajistán | 25-12 | 25-14 | 25-17 |       |       | 75 – 43 | P2 P3   |
| 21 de julio | 19:00 | Colombia      | 0 – 3 | Polonia    | 15-25 | 14-25 | 16-25 |       |       | 45 – 75 | P2 P3   |
| 22 de julio | 14:00 | Corea del Sur | 3 – 0 | Colombia   | 25-23 | 25-20 | 25-19 |       |       | 75 – 62 | P2 P3   |
| 22 de julio | 16:30 | Polonia       | 3 – 0 | Kazajistán | 25-12 | 25-21 | 25-14 |       |       | 75 – 47 | P2 P3   |
| 23 de julio | 14:00 | Corea del Sur | 3 – 0 | Polonia    | 25-23 | 25-20 | 25-22 |       |       | 75 – 65 | P2 P3   |
| 23 de julio | 16:30 | Kazajistán    | 0 – 3 | Colombia   | 22-25 | 19-25 | 20-25 |       |       | 61 – 75 | P2 P3   |

##### Serie I2
- Sede: Marino Cvetković, Opatija, Croacia.
- Las horas indicadas corresponden al huso horario local de Croacia (Horario de verano de Europa central – CEST): UTC+2.

| Fecha       | Hora  | Equipo 1    | Res.  | Equipo 2    | Set 1 | Set 2 | Set 3 | Set 4 | Set 5 | Total     | Reporte |
| ----------- | ----- | ----------- | ----- | ----------- | ----- | ----- | ----- | ----- | ----- | --------- | ------- |
| 21 de julio | 16:00 | Bulgaria    | 1 – 3 | Puerto Rico | 25-17 | 16-25 | 18-25 | 26-28 | -     | 85 – 95   | P2 P3   |
| 21 de julio | 19:00 | Croacia     | 1 – 3 | Argentina   | 28-26 | 19-25 | 16-25 | 13-25 | -     | 76 – 101  | P2 P3   |
| 22 de julio | 16:00 | Puerto Rico | 0 – 3 | Argentina   | 21-25 | 15-25 | 21-25 |       |       | 57 – 75   | P2 P3   |
| 22 de julio | 19:00 | Croacia     | 0 – 3 | Bulgaria    | 18-25 | 17-25 | 17-25 |       |       | 52 – 75   | P2 P3   |
| 23 de julio | 16:00 | Bulgaria    | 3 – 2 | Argentina   | 25-22 | 17-25 | 18-25 | 25-19 | 15-12 | 100 – 103 | P2 P3   |
| 23 de julio | 19:00 | Croacia     | 2 – 3 | Puerto Rico | 19-25 | 20-25 | 26-24 | 25-19 | 6-15  | 96 – 109  | P2 P3   |

### Grupo 3
– Clasificados a la ronda final del grupo 3.      – Clasificado a la ronda final del grupo 3 como país anfitrión.
|      |                   | Partidos | Partidos | Partidos |      | Sets | Sets | Sets   | Puntos | Puntos | Puntos |
| Pos. | Equipo            | PJ       | PG       | PP       | Pts. | SG   | SP   | Ratio  | PG     | PP     | Ratio  |
| ---- | ----------------- | -------- | -------- | -------- | ---- | ---- | ---- | ------ | ------ | ------ | ------ |
| 1    | Hungría           | 6        | 6        | 0        | 18   | 18   | 1    | 18.000 | 475    | 341    | 1.392  |
| 2    | Francia           | 6        | 6        | 0        | 16   | 18   | 5    | 3.600  | 539    | 448    | 1.203  |
| 3    | Venezuela         | 6        | 4        | 2        | 13   | 14   | 6    | 2.333  | 457    | 416    | 1.098  |
| 4    | México            | 6        | 3        | 3        | 9    | 9    | 11   | 0.818  | 444    | 442    | 1.004  |
| 5    | Camerún           | 6        | 3        | 3        | 8    | 10   | 12   | 0.833  | 471    | 480    | 0.981  |
| 6    | Australia         | 6        | 1        | 5        | 4    | 9    | 15   | 0.600  | 514    | 544    | 0.944  |
| 7    | Trinidad y Tobago | 6        | 1        | 5        | 4    | 6    | 16   | 0.375  | 432    | 506    | 0.853  |
| 8    | Argelia           | 6        | 0        | 6        | 0    | 0    | 18   | 0.000  | 298    | 453    | 0.657  |

#### Semana 1

##### Serie A3
- Sede: Poliforum Deportivo y Cultural Universitario Morelos, Aguascalientes, México.
- Las horas indicadas corresponden al huso horario local de Aguascalientes (Horario de verano del Tiempo del centro – CDT): UTC-5.

| Fecha      | Hora  | Equipo 1  | Res.  | Equipo 2          | Set 1 | Set 2 | Set 3 | Set 4 | Set 5 | Total    | Reporte |
| ---------- | ----- | --------- | ----- | ----------------- | ----- | ----- | ----- | ----- | ----- | -------- | ------- |
| 7 de julio | 18:00 | Hungría   | 3 – 0 | Trinidad y Tobago | 25-21 | 25-20 | 25-16 |       |       | 75 – 57  | P2 P3   |
| 7 de julio | 20:00 | México    | 3 – 1 | Australia         | 22-25 | 25-22 | 25-18 | 25-23 |       | 97 – 88  | P2 P3   |
| 8 de julio | 18:00 | Australia | 1 – 3 | Hungría           | 17-25 | 21-25 | 27-25 | 19-25 |       | 84 – 100 | P2 P3   |
| 8 de julio | 20:00 | México    | 3 – 1 | Trinidad y Tobago | 22-25 | 25-17 | 25-19 | 25-10 |       | 97 – 71  | P2 P3   |
| 9 de julio | 18:00 | Australia | 3 – 0 | Trinidad y Tobago | 25-20 | 25-12 | 25-23 |       |       | 75 – 55  | P2 P3   |
| 9 de julio | 20:00 | México    | 0 – 3 | Hungría           | 21-25 | 22-25 | 18-25 |       |       | 61 – 75  | P2 P3   |

##### Serie B3
- Sede: Palais polyvalent des sports, Yaundé, Camerún.
- Las horas indicadas corresponden al huso horario local de Camerún (Tiempo de África Occidental – WAT): UTC+1.

| Fecha      | Hora  | Equipo 1 | Res.  | Equipo 2  | Set 1 | Set 2 | Set 3 | Set 4 | Set 5 | Total    | Reporte |
| ---------- | ----- | -------- | ----- | --------- | ----- | ----- | ----- | ----- | ----- | -------- | ------- |
| 7 de julio | 16:00 | Francia  | 3 – 2 | Venezuela | 24-26 | 25-12 | 19-25 | 25-21 | 15-10 | 108 – 94 | P2 P3   |
| 7 de julio | 18:00 | Camerún  | 3 – 0 | Argelia   | 25-22 | 25-11 | 25-22 |       |       | 75 – 55  | P2 P3   |
| 8 de julio | 16:00 | Francia  | 3 – 0 | Argelia   | 25-14 | 25-11 | 25-19 |       |       | 75 – 44  | P2 P3   |
| 8 de julio | 18:00 | Camerún  | 0 – 3 | Venezuela | 20-25 | 22-25 | 15-25 |       |       | 57 – 75  | P2 P3   |
| 9 de julio | 16:00 | Argelia  | 0 – 3 | Venezuela | 15-25 | 17-25 | 15-25 |       |       | 47 – 75  | P2 P3   |
| 9 de julio | 18:00 | Camerún  | 1 – 3 | Francia   | 16-25 | 27-25 | 19-25 | 16-25 |       | 78 – 100 | P2 P3   |

#### Semana 2

##### Serie C3
- Sede: Domo José María Vargas, Vargas, Venezuela.
- Las horas indicadas corresponden al huso horario local de Venezuela (Hora legal de Venezuela – HLV): UTC-4.

| Fecha       | Hora  | Equipo 1  | Res.  | Equipo 2 | Set 1 | Set 2 | Set 3 | Set 4 | Set 5 | Total   | Reporte |
| ----------- | ----- | --------- | ----- | -------- | ----- | ----- | ----- | ----- | ----- | ------- | ------- |
| 14 de julio | 16:00 | México    | 0 – 3 | Hungría  | 14-25 | 20-25 | 13-25 |       |       | 47 – 75 | P2 P3   |
| 14 de julio | 19:00 | Venezuela | 3 – 0 | Argelia  | 28-26 | 25-18 | 25-18 |       |       | 78 – 62 | P2 P3   |
| 15 de julio | 16:00 | Argelia   | 0 – 3 | Hungría  | 7-25  | 9-25  | 16-25 |       |       | 32 – 75 | P2 P3   |
| 15 de julio | 19:00 | Venezuela | 3 – 0 | México   | 25-22 | 25-22 | 25-23 |       |       | 75 – 67 | P2 P3   |
| 16 de julio | 16:00 | México    | 3 – 0 | Argelia  | 25-19 | 25-20 | 25-19 |       |       | 75 – 58 | P2 P3   |
| 16 de julio | 19:00 | Venezuela | 0 – 3 | Hungría  | 18-25 | 19-25 | 23-25 |       |       | 60 – 75 | P2 P3   |

##### Serie D3
- Sede: National Cycling Center, Puerto España, Trinidad y Tobago.
- Las horas indicadas corresponden al huso horario local de Trinidad y Tobago (Tiempo del Atlántico – AST): UTC-4.

| Fecha       | Hora  | Equipo 1          | Res.  | Equipo 2  | Set 1 | Set 2 | Set 3 | Set 4 | Set 5 | Total     | Reporte |
| ----------- | ----- | ----------------- | ----- | --------- | ----- | ----- | ----- | ----- | ----- | --------- | ------- |
| 14 de julio | 17:30 | Camerún           | 0 – 3 | Francia   | 21-25 | 22-25 | 23-25 |       |       | 66 – 75   | P2 P3   |
| 14 de julio | 20:00 | Trinidad y Tobago | 3 – 1 | Australia | 16-25 | 25-17 | 26-24 | 25-17 |       | 92 – 83   | P2 P3   |
| 15 de julio | 17:30 | Camerún           | 3 – 1 | Australia | 19-25 | 25-21 | 25-15 | 25-19 |       | 94 – 80   | P2 P3   |
| 15 de julio | 20:00 | Trinidad y Tobago | 0 – 3 | Francia   | 20-25 | 22-25 | 20-25 |       |       | 62 – 75   | P2 P3   |
| 16 de julio | 17:30 | Francia           | 3 – 2 | Australia | 17-25 | 25-18 | 25-23 | 24-26 | 15-12 | 106 – 104 | P2 P3   |
| 16 de julio | 20:00 | Trinidad y Tobago | 2 – 3 | Camerún   | 18-25 | 25-18 | 17-25 | 25-18 | 10-15 | 95 – 101  | P2 P3   |

## Ronda final

### Grupo 3
- Sede: AIS Arena, Canberra, Australia.
- Las horas indicadas corresponden al huso horario local de Canberra (Hora Estándar Oriental Australiana – AEST): UTC+10.

#### Cuadrangular final (Semana 4)
|  | Semifinales | Semifinales |   |         | Final        | Final |  |
|  |             |             |   |         |              |       |  |
|  |             |             |   |         |              |       |  |
|  | Hungría     | 3           |   |         |              |       |  |
|  | Francia     | 2           |   |         |              |       |  |
|  |             |             |   |         |              |       |  |
|  |             |             |   |         |              |       |  |
|  |             |             |   |         | Hungría      | 3     |  |
|  |             | Australia   | 0 |         |              |       |  |
|  |             |             |   |         |              |       |  |
|  |             |             |   |         |              |       |  |
|  |             |             |   |         | Tercer lugar |       |  |
|  |             |             |   |         |              |       |  |
|  | Australia   | 3           |   | Francia | 3            |       |  |
|  | Venezuela   | 0           |   |         | Venezuela    | 0     |  |

##### Semifinales
| Fecha       | Hora  | Equipo 1  | Res.  | Equipo 2  | Set 1 | Set 2 | Set 3 | Set 4 | Set 5 | Total    | Reporte |
| ----------- | ----- | --------- | ----- | --------- | ----- | ----- | ----- | ----- | ----- | -------- | ------- |
| 22 de julio | 16:10 | Hungría   | 3 – 2 | Francia   | 24-26 | 25-18 | 21-25 | 25-15 | 15-11 | 110 – 95 | P2 P3   |
| 22 de julio | 19:10 | Australia | 3 – 0 | Venezuela | 25-0  | 25-0  | 25-0  |       |       | 75 – 0   | P2 P3   |

##### Partido3.ery 4.º puesto
| Fecha       | Hora  | Equipo 1 | Res.  | Equipo 2  | Set 1 | Set 2 | Set 3 | Set 4 | Set 5 | Total  | Reporte |
| ----------- | ----- | -------- | ----- | --------- | ----- | ----- | ----- | ----- | ----- | ------ | ------- |
| 23 de julio | 13:10 | Francia  | 3 – 0 | Venezuela | 25-0  | 25-0  | 25-0  |       |       | 75 – 0 | P2 P3   |

##### Final
| Fecha       | Hora  | Equipo 1 | Res.  | Equipo 2  | Set 1 | Set 2 | Set 3 | Set 4 | Set 5 | Total   | Reporte |
| ----------- | ----- | -------- | ----- | --------- | ----- | ----- | ----- | ----- | ----- | ------- | ------- |
| 23 de julio | 16:10 | Hungría  | 3 – 0 | Australia | 25-18 | 25-17 | 25-20 |       |       | 75 – 55 | P2 P3   |

### Grupo 2
- Sede: Winter Stadium Ostrava-Poruba, Ostrava, República Checa.
- Las horas indicadas corresponden al huso horario local de República Checa (Horario de verano de Europa central – CEST): UTC+2.

#### Cuadrangular final (Semana 4)
|  | Semifinales     | Semifinales |   |          | Final           | Final |  |
|  |                 |             |   |          |                 |       |  |
|  |                 |             |   |          |                 |       |  |
|  | Corea del Sur   | 3           |   |          |                 |       |  |
|  | Alemania        | 2           |   |          |                 |       |  |
|  |                 |             |   |          |                 |       |  |
|  |                 |             |   |          |                 |       |  |
|  |                 |             |   |          | Corea del Sur   | 0     |  |
|  |                 | Polonia     | 3 |          |                 |       |  |
|  |                 |             |   |          |                 |       |  |
|  |                 |             |   |          |                 |       |  |
|  |                 |             |   |          | Tercer lugar    |       |  |
|  |                 |             |   |          |                 |       |  |
|  | República Checa | 1           |   | Alemania | 3               |       |  |
|  | Polonia         | 3           |   |          | República Checa | 1     |  |

##### Semifinales
| Fecha       | Hora  | Equipo 1        | Res.  | Equipo 2 | Set 1 | Set 2 | Set 3 | Set 4 | Set 5 | Total    | Reporte |
| ----------- | ----- | --------------- | ----- | -------- | ----- | ----- | ----- | ----- | ----- | -------- | ------- |
| 29 de julio | 16:10 | Corea del Sur   | 3 – 2 | Alemania | 19-25 | 13-25 | 25-21 | 25-18 | 15-12 | 97 – 101 | P2 P3   |
| 29 de julio | 19:10 | República Checa | 1 – 3 | Polonia  | 27-25 | 20-25 | 21-25 | 20-25 |       | 88 – 100 | P2 P3   |

##### Partido3.ery 4.º puesto
| Fecha       | Hora  | Equipo 1 | Res.  | Equipo 2        | Set 1 | Set 2 | Set 3 | Set 4 | Set 5 | Total   | Reporte |
| ----------- | ----- | -------- | ----- | --------------- | ----- | ----- | ----- | ----- | ----- | ------- | ------- |
| 30 de julio | 15:10 | Alemania | 3 – 1 | República Checa | 25-23 | 17-25 | 25-20 | 25-23 |       | 92 – 91 | P2 P3   |

##### Final
| Fecha       | Hora  | Equipo 1      | Res.  | Equipo 2 | Set 1 | Set 2 | Set 3 | Set 4 | Set 5 | Total   | Reporte |
| ----------- | ----- | ------------- | ----- | -------- | ----- | ----- | ----- | ----- | ----- | ------- | ------- |
| 30 de julio | 18:10 | Corea del Sur | 0 – 3 | Polonia  | 19-25 | 21-25 | 21-25 |       |       | 61 – 75 | P2 P3   |

### Grupo 1
- Sede: Centro Deportivo Olímpico de Nankín, Nankín, China
- Las horas indicadas corresponden al huso horario local de China (Hora estándar de China): UTC+8.

#### Fase de series (Semana 4)
– Clasificados a las Semifinales.

##### Serie J1
|      |              | Partidos | Partidos | Partidos |      | Sets | Sets | Sets  | Puntos | Puntos | Puntos |
| Pos. | Equipo       | PJ       | PG       | PP       | Pts. | SG   | SP   | Ratio | PG     | PP     | Ratio  |
| ---- | ------------ | -------- | -------- | -------- | ---- | ---- | ---- | ----- | ------ | ------ | ------ |
| 1    | China        | 2        | 2        | 0        | 5    | 6    | 2    | 3.000 | 190    | 178    | 1.067  |
| 2    | Brasil       | 2        | 1        | 1        | 2    | 3    | 5    | 0.600 | 178    | 187    | 0.951  |
| 3    | Países Bajos | 2        | 0        | 2        | 2    | 4    | 6    | 0.666 | 220    | 223    | 0.986  |

| Fecha       | Hora  | Equipo 1 | Res.  | Equipo 2     | Set 1 | Set 2 | Set 3 | Set 4 | Set 5 | Total     | Reporte |
| ----------- | ----- | -------- | ----- | ------------ | ----- | ----- | ----- | ----- | ----- | --------- | ------- |
| 2 de agosto | 19:30 | China    | 3 – 0 | Brasil       | 25-22 | 25-17 | 29-27 |       |       | 79 – 66   | P2 P3   |
| 3 de agosto | 19:30 | Brasil   | 3 – 2 | Países Bajos | 25-27 | 25-23 | 22-25 | 25-22 | 15-11 | 112 – 108 | P2 P3   |
| 4 de agosto | 19:30 | China    | 3 – 2 | Países Bajos | 25-23 | 23-25 | 25-23 | 20-25 | 18-16 | 111 – 112 | P2 P3   |

##### Serie K1
|      |                | Partidos | Partidos | Partidos |      | Sets | Sets | Sets  | Puntos | Puntos | Puntos |
| Pos. | Equipo         | PJ       | PG       | PP       | Pts. | SG   | SP   | Ratio | PG     | PP     | Ratio  |
| ---- | -------------- | -------- | -------- | -------- | ---- | ---- | ---- | ----- | ------ | ------ | ------ |
| 1    | Serbia         | 2        | 2        | 0        | 5    | 6    | 3    | 2.000 | 199    | 187    | 1.064  |
| 2    | Italia         | 2        | 1        | 1        | 3    | 4    | 4    | 1.000 | 184    | 182    | 1.010  |
| 3    | Estados Unidos | 2        | 0        | 2        | 1    | 3    | 6    | 0.500 | 189    | 203    | 0.931  |

| Fecha       | Hora  | Equipo 1       | Res.  | Equipo 2       | Set 1 | Set 2 | Set 3 | Set 4 | Set 5 | Total     | Reporte |
| ----------- | ----- | -------------- | ----- | -------------- | ----- | ----- | ----- | ----- | ----- | --------- | ------- |
| 2 de agosto | 15:00 | Serbia         | 3 – 2 | Estados Unidos | 25-22 | 25-17 | 23-25 | 18-25 | 15-11 | 106 – 100 | P2 P3   |
| 3 de agosto | 15:00 | Estados Unidos | 1 – 3 | Italia         | 21-25 | 25-22 | 22-25 | 21-25 |       | 89 – 97   | P2 P3   |
| 4 de agosto | 15:00 | Serbia         | 3 – 1 | Italia         | 25-18 | 25-19 | 16-25 | 27-25 |       | 93 – 87   | P2 P3   |

#### Fase final (Semana 4)
|  | Semifinales | Semifinales |   |       | Final        | Final |  |
|  |             |             |   |       |              |       |  |
|  |             |             |   |       |              |       |  |
|  | China       | 1           |   |       |              |       |  |
|  | Italia      | 3           |   |       |              |       |  |
|  |             |             |   |       |              |       |  |
|  |             |             |   |       |              |       |  |
|  |             |             |   |       | Italia       | 2     |  |
|  |             | Brasil      | 3 |       |              |       |  |
|  |             |             |   |       |              |       |  |
|  |             |             |   |       |              |       |  |
|  |             |             |   |       | Tercer lugar |       |  |
|  |             |             |   |       |              |       |  |
|  | Serbia      | 1           |   | China | 1            |       |  |
|  | Brasil      | 3           |   |       | Serbia       | 3     |  |

##### Semifinales
Los horarios de los partidos fueron invertidos respecto de su programación inicial.[cita requerida]
| Fecha       | Hora  | Equipo 1 | Res.  | Equipo 2 | Set 1 | Set 2 | Set 3 | Set 4 | Set 5 | Total   | Reporte |
| ----------- | ----- | -------- | ----- | -------- | ----- | ----- | ----- | ----- | ----- | ------- | ------- |
| 5 de agosto | 15:00 | Serbia   | 1 – 3 | Brasil   | 25-20 | 23-25 | 14-25 | 23-25 |       | 85 – 95 | P2 P3   |
| 5 de agosto | 20:00 | China    | 1 – 3 | Italia   | 25-18 | 23-25 | 22-25 | 25-27 |       | 95 – 95 | P2 P3   |

##### Partido 3.º y 4.º puesto
| Fecha       | Hora  | Equipo 1 | Res.  | Equipo 2 | Set 1 | Set 2 | Set 3 | Set 4 | Set 5 | Total   | Reporte |
| ----------- | ----- | -------- | ----- | -------- | ----- | ----- | ----- | ----- | ----- | ------- | ------- |
| 6 de agosto | 15:00 | China    | 1 – 3 | Serbia   | 22-25 | 25-20 | 23-25 | 21-25 |       | 91 – 95 | P2 P3   |

##### Final
| Fecha       | Hora  | Equipo 1 | Res.  | Equipo 2 | Set 1 | Set 2 | Set 3 | Set 4 | Set 5 | Total     | Reporte |
| ----------- | ----- | -------- | ----- | -------- | ----- | ----- | ----- | ----- | ----- | --------- | ------- |
| 6 de agosto | 20:00 | Italia   | 2 – 3 | Brasil   | 24-26 | 25-17 | 22-25 | 25-22 | 8-15  | 104 – 105 | P2 P3   |

## Clasificación final
| Grp         | Pos               | Selección            |
| ----------- | ----------------- | -------------------- |
| G R U P O 1 | Medalla de oro    | Brasil               |
| G R U P O 1 | Medalla de plata  | Italia               |
| G R U P O 1 | Medalla de bronce | Serbia               |
| G R U P O 1 | 4                 | China                |
| G R U P O 1 | 5                 | Países Bajos         |
| G R U P O 1 | 6                 | Estados Unidos       |
| G R U P O 1 | 7                 | Japón                |
| G R U P O 1 | 8                 | República Dominicana |
| G R U P O 1 | 9                 | Rusia                |
| G R U P O 1 | 10                | Tailandia            |
| G R U P O 1 | 11                | Turquía              |
| G R U P O 1 | 12                | Bélgica              |
| G R U P O 2 | 13                | Polonia              |
| G R U P O 2 | 14                | Corea del Sur        |
| G R U P O 2 | 15                | Alemania             |
| G R U P O 2 | 16                | República Checa      |
| G R U P O 2 | 17                | Bulgaria             |
| G R U P O 2 | 18                | Puerto Rico          |
| G R U P O 2 | 19                | Colombia             |
| G R U P O 2 | 20                | Canadá               |
| G R U P O 2 | 21                | Perú                 |
| G R U P O 2 | 22                | Argentina            |
| G R U P O 2 | 23                | Croacia              |
| G R U P O 2 | 24                | Kazajistán           |
| G R U P O 3 | 25                | Hungría              |
| G R U P O 3 | 26                | Australia            |
| G R U P O 3 | 27                | Francia              |
| G R U P O 3 | 28                | Venezuela            |
| G R U P O 3 | 29                | México               |
| G R U P O 3 | 30                | Camerún              |
| G R U P O 3 | 31                | Trinidad y Tobago    |
| G R U P O 3 | 32                | Argelia              |

## Estadísticas individuales
| Distinción        | Nombre              | Equipo    |
| ----------------- | ------------------- | --------- |
| MVP               | Natália Pereira     | Brasil    |
| Mejor anotadora   | Brankica Mihajlović | Serbia    |
| Mejor atacante    | Paola Egonu         | Italia    |
| Mejor bloqueadora | Adenízia da Silva   | Brasil    |
| Mejor servicio    | Rachel Rourke       | Australia |
| Mejor armadora    | Nootsara Tomkom     | Tailandia |
| Mejor recepción   | Monica De Gennaro   | Italia    |
| Mejor libero      | Agata Witkowska     | Polonia   |